# 青いイナズマ
「青いイナズマ」（あおいイナズマ）は、SMAPの22枚目のシングル。1996年7月15日にビクターエンタテインメントから発売された。

## 概要
- フジテレビ系列にて全国ネットで放送されていたバラエティ番組『SMAP×SMAP』第1作目の番組テーマソング。
- 元は1994年4月21日に発売された林田健司のシングル曲。それを森且行が脱退し5人体制となって初めて出すシングルとしてSMAPがカバーした。林田がSMAPに楽曲提供するのは1993年の『$10』から4作目であり、事実上最後となる。5人体制としては林田健司からの最初で最後の楽曲提供。ちなみにSMAP版の同曲曲はオリジナルの林田の同曲よりキーが2つ程下がっている。
- 作詞はSMAPのデビュー曲『Can't Stop!! -LOVING-』や『オリジナル スマイル』、『SHAKE』なども手掛けている森浩美が担当している。
- 「青いイナズマ」は1997年3月26日発売のベスト・アルバム『WOOL』、2001年3月23日発売のベスト・アルバム『Smap Vest』、2016年12月21日発売のベスト・アルバム『SMAP 25 YEARS』に、別ヴァージョンとしては2005年7月27日発売のアルバム『SAMPLE BANG!』に「オリジナル スマイル/青いイナズマ（Phasio REMIX）」として収録されている。
- 歌詞の書いてある面の帯に「1996.8.8 SMAP009 on sale !!」と小さく書かれている。（実際は4日後の8月12日に発売された）
- メンバーでは木村拓哉と稲垣吾郎にソロパートが与えられている（それまでシングルの主題歌は、君色思い、$10、Hey Hey おおきに毎度あり、たぶんオーライ以外の楽曲は、木村・森のツインボーカル、若しくは木村のみソロパートがある、または6人で歌い通すことがほとんどであったが、5人体制となった以降しばしの間は森の穴埋めを稲垣が担当、稲垣にソロパートが与えられたのは当作が初めてである。本人も当時の心境を、「森くんのお下がりをもらった」と後年になって表現している。また、当初の予定では稲垣ではなく、香取にソロパートが与えられる予定であったが、大人のイメージという曲調に合わず、なおかつ当時香取が未成年であったことから、稲垣にソロパートが与えられた）。
- フジテレビ系で放送された「古畑任三郎 vs SMAP」では古畑がSMAPを追い詰めるためのヒントになった曲として登場した。
- 5人体制となってから初めてリリースされた楽曲であり、かつ“国民的アイドル”と呼ばれるまでにブレイクするきっかけを作る事となったシングルである。歴代シングル中5位の売り上げを出したが、紅白歌合戦やFNS歌謡祭で歌った事は一度もない。
- セイコーの一部の目覚まし時計の内蔵曲にも使用されている。
- SMAP版発売前には同グループの専属バックダンサー・直属の後輩であるKinKi KidsがJr.時代に林田のキーで『アイドルオンステージ』等でカバー披露していた。

## チャート成績
- 1996年7月29日付のオリコン週間シングルチャートで、初週24.8万枚を売り上げ、初登場1位を獲得した。
- 累計売上は81.4万枚（オリコン調べ）[2]。

## 収録曲
1. 青いイナズマ
作詞：森浩美 / 作曲：林田健司 / 編曲：CHOKKAKU / コーラスアレンジ：佐々木久美 / コーラスwords：Candee Hayashida
  - フジテレビ系『SMAP×SMAP』テーマソング
  - 中居正広・香取慎吾出演 ローソン「JOHNNYS WORLD VISUAL RECORD」CMソング
2. 真夏の夜は振り向いてはダメなのさ
作詞：久保田洋司 / 作曲：谷本新 / 編曲：CHOKKAKU
  - SMAP出演 エースコック「スーパーカップ」CMソング
3. 青いイナズマ（music track）
4. 真夏の夜は振り向いてはダメなのさ（music track）

## 収録アルバム
- Wool（#1）
- Smap Vest（#1）
- SAMPLE BANG!（#1）
  - 「オリジナル スマイル」とのリミックス・バージョンを収録。
- SMAP 25 YEARS（#1）

## カバー
- プリシラ・チャン：香港の歌手。1995年のアルバム『Welcome Back』に、広東語の歌詞でタイトルを「拋拋」としてカバー。